# Gdańsk Transport Company

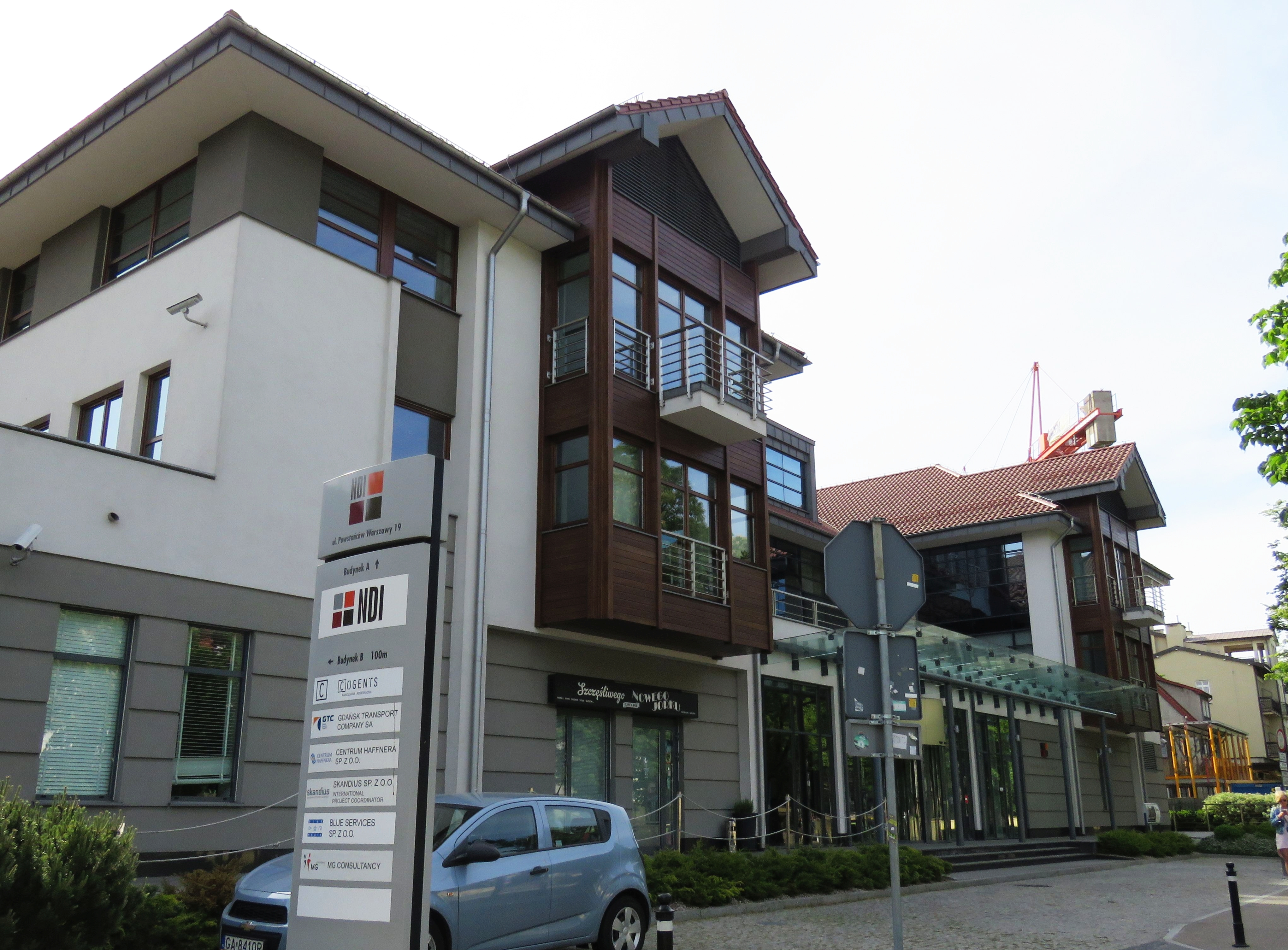
W tym budynku mieści się siedziba spółki.

Gdańsk Transport Company (AmberOne) – spółka specjalnego przeznaczenia, która została powołana do życia w 1996 roku wyłącznie na potrzeby realizacji północnego odcinka autostrady A1 w północnej Polsce.
Spółka posiada koncesję na finansowanie, projektowanie, budowę i eksploatację odcinka A1, którego łączna długość wynosi około 152 kilometrów i obejmuje fragment autostrady od Gdańska do Torunia. Wynagrodzeniem spółki jest wypłacana ze środków publicznych przez cały czas trwania koncesji "opłata za dostępność". Wysokość tej opłaty nie została ujawniona. Po wygaśnięciu koncesji, w 2039 roku, koncesjonariusz nieodpłatnie przekaże obiekt stronie publicznej.

## Historia projektu
- sierpień 1997 – przyznanie koncesji GTC Rozpoczęcie negocjacji
- sierpień 2004 – podpisanie Umowy Koncesyjnej Etap 1 (Rusocin – Nowe Marzy)
- październik 2005 – zamknięcie finansowe i rozpoczęcie prac budowlanych
- 22 grudnia 2007 – otwarcie pierwszych sekcji
- luty 2008 – wznowienie negocjacji w sprawie Etapu 2
- wrzesień 2008 – podpisanie ujednoliconej Umowy Koncesyjnej Etap 2 (Nowe Marzy – Czerniewice)
- 17 października 2008 – oddanie do ruchu pozostałych sekcji Etapu 1
- lipiec 2009 – zamknięcie finansowe i rozpoczęcie prac budowlanych
- 14 października 2011 – oddanie do ruchu Etapu 2

## Struktura i zarząd
Na czele konsorcjum stoi firma AAPP Sp. z o.o. z 85% udziałem, a w jego skład wchodzą ponadto:
- Intertoll – 15% udziałów.
- Prezes zarządu: Torbjörn Nohrstedt
- Wiceprezes zarządu: Wojciech Mąkinia
- Członkowie zarządu:
  - Bartosz Madajewski
  - Grzegorz Kuleta